# S/S America (1939)
S/S America var ett oceangående passagerarfartyg, som sjösattes 1939 och strandade utanför Playa Garcey på Fuerteventura, Kanarieöarna 1994. Under sina 54 år i drift bar hon en rad olika namn: S/S America (i tre omgångar), USS West Point, S/S Australis, S/S Italis, S/S Noga, S/S Alferdoss och S/S American Star.
Fartyget rekvirerades av US Navy som trupptransportfartyg under andra världskriget och seglade med namnet USS West Point åren 1942-1946. 1993 såldes fartyget, som sedan 1979 legat upplagt i Pireus, för att användas som flytande hotell i Phuket, och gavs namnet American Star. Under bogseringen mot Thailand slet hon sig i hårt väder utanför Kanarieöarna och strandade den 17 januari 1994 på Fuerteventura, där hon lämnades att gradvis falla sönder. 2013 kunde endast delar av fören ses över vattenytan, och detta endast vid ebb. I mars 2018 var mindre förtöjningskonstruktioner fortfarande synliga under lågvatten.

## Historia
S/S America har haft en växlande historia, från passagerarfartyg till trupptransport- och kryssningsfartyg. År 1964 såldes s/s America Chandriskoncernen och döptes om till S/S Australis och blev ett emigrantfartyg till Australien.
Under sin historia hade hon många namn.
| År   | Namn              | Nation   | Fartygstyp           | Företag                 |
| ---- | ----------------- | -------- | -------------------- | ----------------------- |
| 1939 | S/S America       | USA      | Passagerarfartyg     | United States Line      |
| 1942 | USS West Point    | USA      | Trupptransportfartyg | United States Navy      |
| 1946 | S/S America       | USA      | Passagerarfartyg     | United States Line      |
| 1964 | S/S Austarlis     | Grekland | Immigrantfartyg      | Chandris Cruise Line    |
| 1978 | S/S Italis        | Grekland | Kryssningsfartyg     | Venture Cruises         |
| 1978 | S/S America       | Panama   | Kryssningsfartyg     | Chandris Cruise Line    |
| 1980 | S/S Noga          | Panama   | Planer               | Intercomerce i Schweiz  |
| 1984 | S/S Alferdoss     | Panama   | upplagd i Pireus     | Silver Moon Ferries     |
| 1993 | S/S American Star | Panama   | Plan hotellfartyg    | Chaophraya Transport Co |

Under bogsering från Medelhavet till Thailand för att bli ett flytande hotell råkade hon ut för en storm utanför Kanarieöarna och slet sig från bogserarna och strandade till slut på ön Fuerteventura 1994. Sakta men säkert bröts hon sönder och fjorton år senare var hon helt försvunnen i djupet.

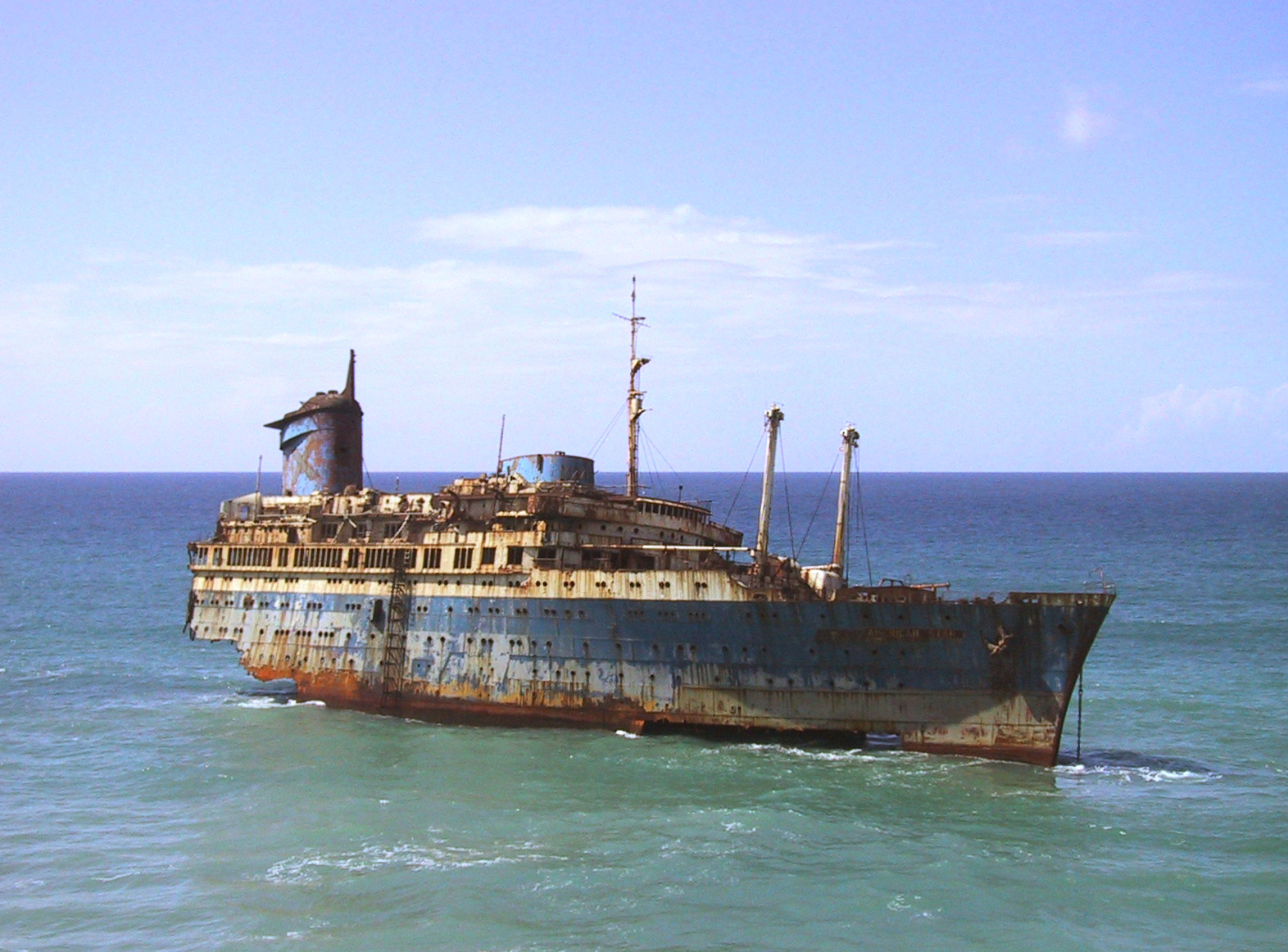
American star på grund 2003.
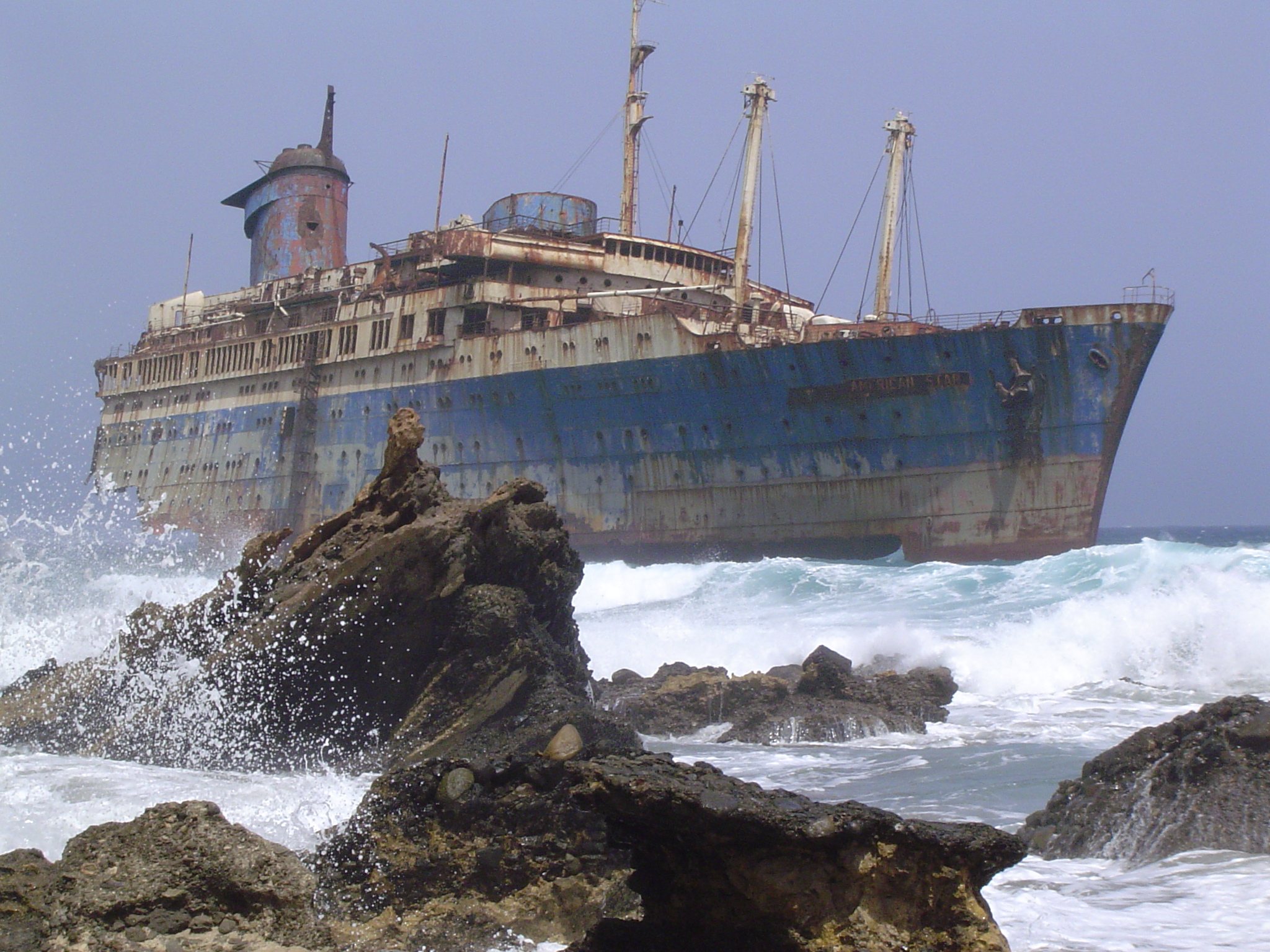
Vraket efter American Star (S/S America) fotograferad från land, Fuerteventura, 2004.
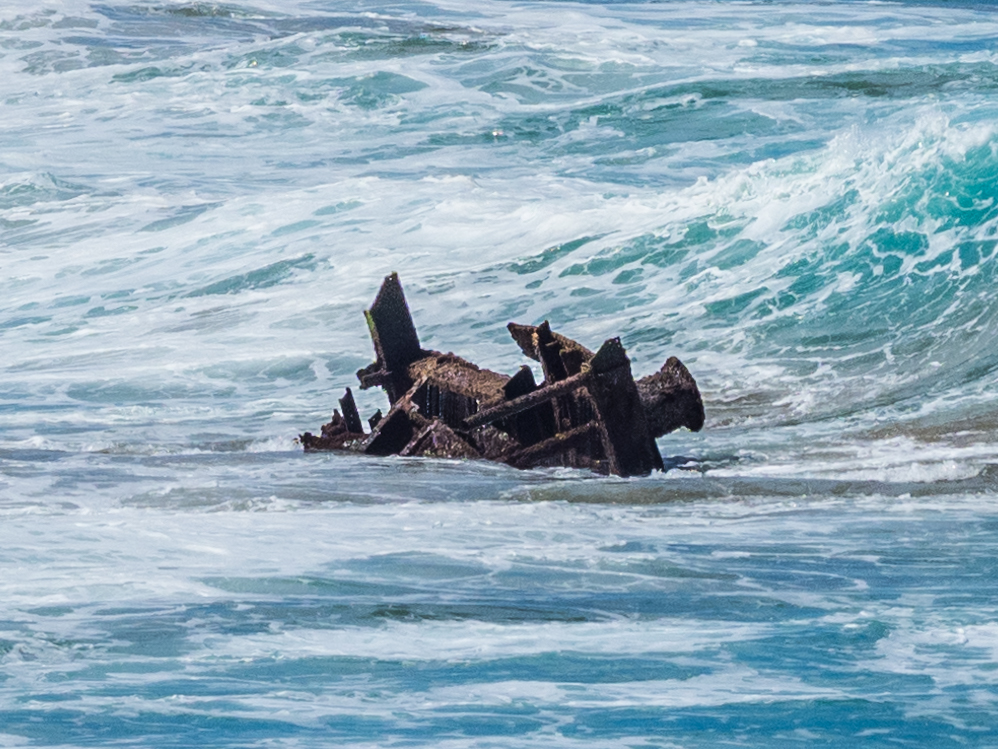
American Star kvarlevor i mars 2018.